# Gilbert Stanley Underwood
Gilbert Stanley Underwood (5 de junho de 1890 – 3 de agosto de 1961) foi um arquiteto americano mais conhecido por projetar alojamentos em parques nacionais dos Estados Unidos, muitos dos quais estão listados no Registro Nacional de Lugares Históricos.

## Biografia
Nascido em 1890 no estado de Nova Iorque, Underwood obteve seu bacharelado em Yale em 1920 e seu mestrado em Harvard em 1923. Após abrir um escritório em Los Angeles naquele ano, ele se associou a Daniel Ray Hull, um arquiteto paisagista do Serviço Nacional de Parques. Isso o levou a uma encomenda da Utah Parks Company, da Union Pacific Railroad, que estava desenvolvendo os parques na esperança de criar destinos para viajantes. Durante esse período, Underwood projetou alojamentos para o Monumento Nacional de Cedar Breaks (hoje demolido), o Parque Nacional de Zion, o Parque Nacional de Bryce Canyon e o Parque Nacional do Grand Canyon.
Os edifícios remanescentes da Utah Parks Company, de Underwood, são considerados exemplos excepcionais do estilo arquitetônico rústico e estão todos listados no Registro Nacional de Lugares Históricos. Além disso, Underwood foi contratado para projetar o Ahwahnee Hotel, no Parque Nacional de Yosemite, também listado no Registro Nacional e provavelmente seu maior triunfo no estilo rústico.
Underwood também projetou estações ferroviárias para a Union Pacific, culminando na magnífica estação em estilo Art déco em Omaha, em 1931. Em 1932, Underwood juntou-se ao Federal Architects Project. Enquanto trabalhava para o governo federal, Underwood elaborou os projetos preliminares para o Timberline Lodge do Monte Hood, Oregon, e projetou mais de 20 postos dos correios, dois grandes edifícios federais e o Edifício Harry S. Truman (sede do Departamento de Estado dos EUA). De 1947 a 1949, Underwood foi nomeado arquiteto supervisor federal.
Utilizando uma associação com John D. Rockefeller, Jr. e o projeto do Williamsburg Lodge na Virgínia, Underwood projetou como sua última grande encomenda o Jackson Lake Lodge (1950–1954) no Parque Nacional de Grand Teton, Wyoming. Underwood aposentou-se em Fort Lauderdale, em 1954, e morreu na Flórida em 1961, aos 71 anos.

## Obras
- Old Faithful Lodge, Parque Nacional de Yellowstone – concluído em 1923
- Cedar Breaks Lodge, Monumento Nacional de Cedar Breaks – concluído em 1924, demolido em 1972[4]
- Bryce Canyon Lodge, Parque Nacional de Bryce Canyon – concluído em 1925
- Alojamento para refeições da Union Pacific, West Yellowstone, MT, 1925
- The Ahwahnee, Parque Nacional de Yosemite – concluído em 1926
- Estação da Union Pacific Railroad, Torrington, Wyoming, 1926
- Zion Lodge – concluído em 1927, incendiado em 1966, reconstruído (em estilo diferente, restaurado à aparência original na década de 1990)
- Estação Great Overland da Union Pacific Railroad, 701 N Kansas Avenue, Topeka, Kansas, 1927
- Estação da Union Pacific Railroad, Lund, Utah, 1927, demolida em 1970
- Wilshire Tower (lojas de departamento Desmond's e Silverwoods), 5500–5514 Wilshire Boulevard, Los Angeles, Califórnia – concluída em 1929[5]
- Estação da Union Pacific Railroad, North Second e Broadway, Abilene, Kansas, 1929[6]
- Estação da Union Pacific Railroad, Marysville, Kansas, 1929
- Estação da Union Pacific Railroad, Main e 10th Streets, Gering, Nebraska, 1929[7]
- Estação da Union Pacific Railroad, 304 North Rail Street, Shoshone, Idaho, 1929[7]
- Estação da Union Pacific Railroad, 7th Avenue entre 8th e 10th Streets, Greeley, Colorado, 1930[8]
- Union Station, 801 South 10th Street, Omaha, Nebraska[7] concluída em 1931 (hoje abriga o Museu Durham)
- Grand Canyon Lodge (North Rim) – concluído em 1928, incendiado em 1932, reconstruído entre 1936 e 1937 (estilo modificado, mesma planta), incendiado em 2025
- Cabana em Sun Valley, Idaho – concluído em 1936
- Correios dos EUA, Beacon, Nova Iorque (com Charles Rosen) – concluído em 1937
- A nova Casa da Moeda de São Francisco em São Francisco, Califórnia – concluído em 1937
- Tribunal federal em Los Angeles, Califórnia – concluído em 1940
- Tribunal federal em Seattle, Washington – concluído em 1940
- Correios do Rincon Center em São Francisco, CA – concluído em 1940
- Jackson Lake Lodge, Parque Nacional de Grand Teton, Wyoming – concluído em 1954

## Galeria

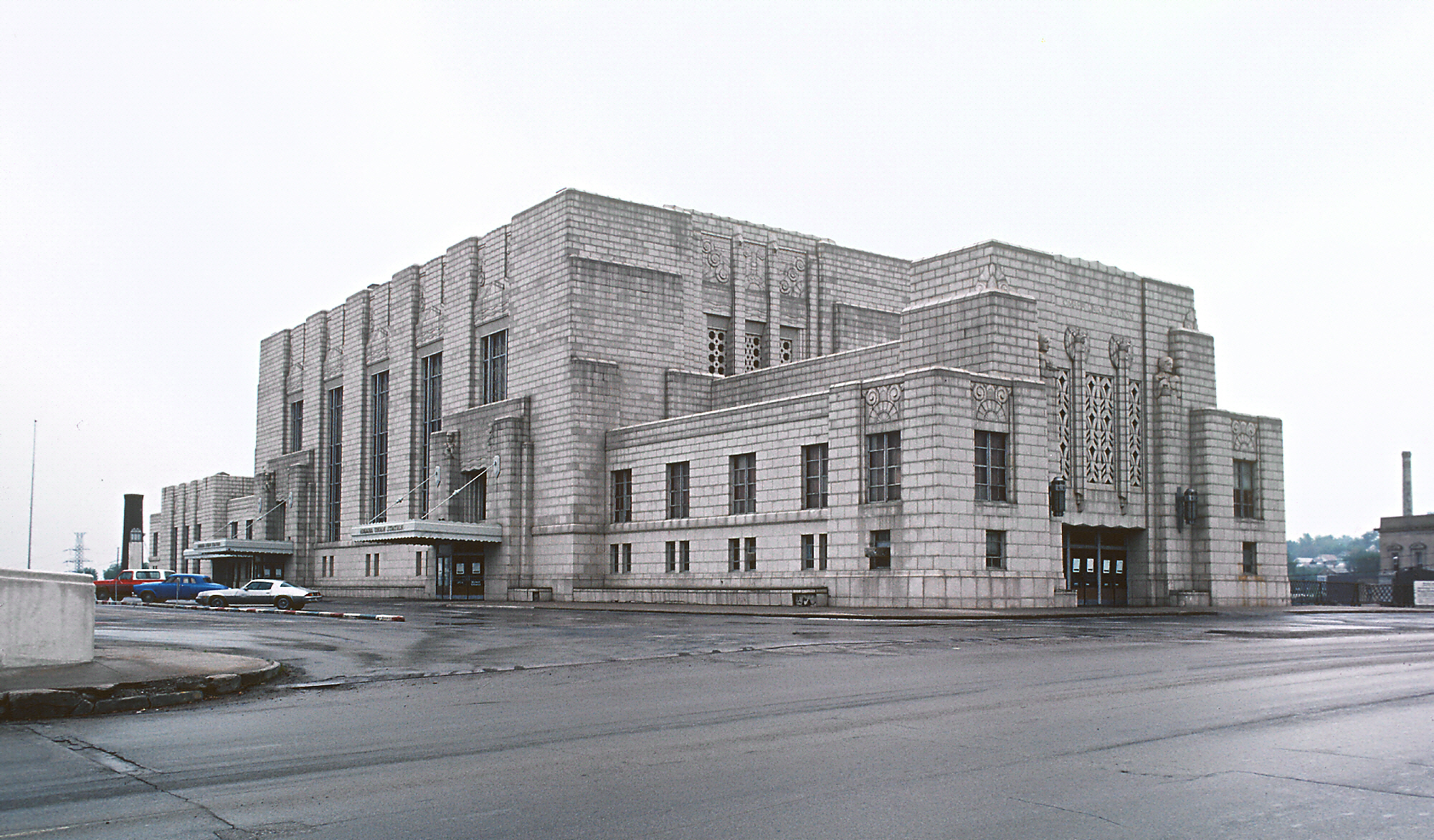
Union Station, Omaha
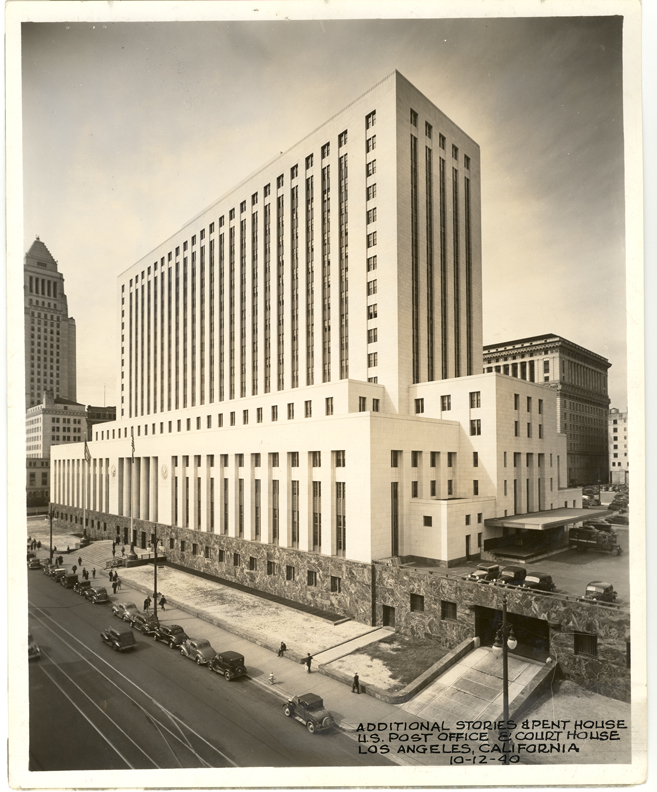
Tribunal federal, Los Angeles
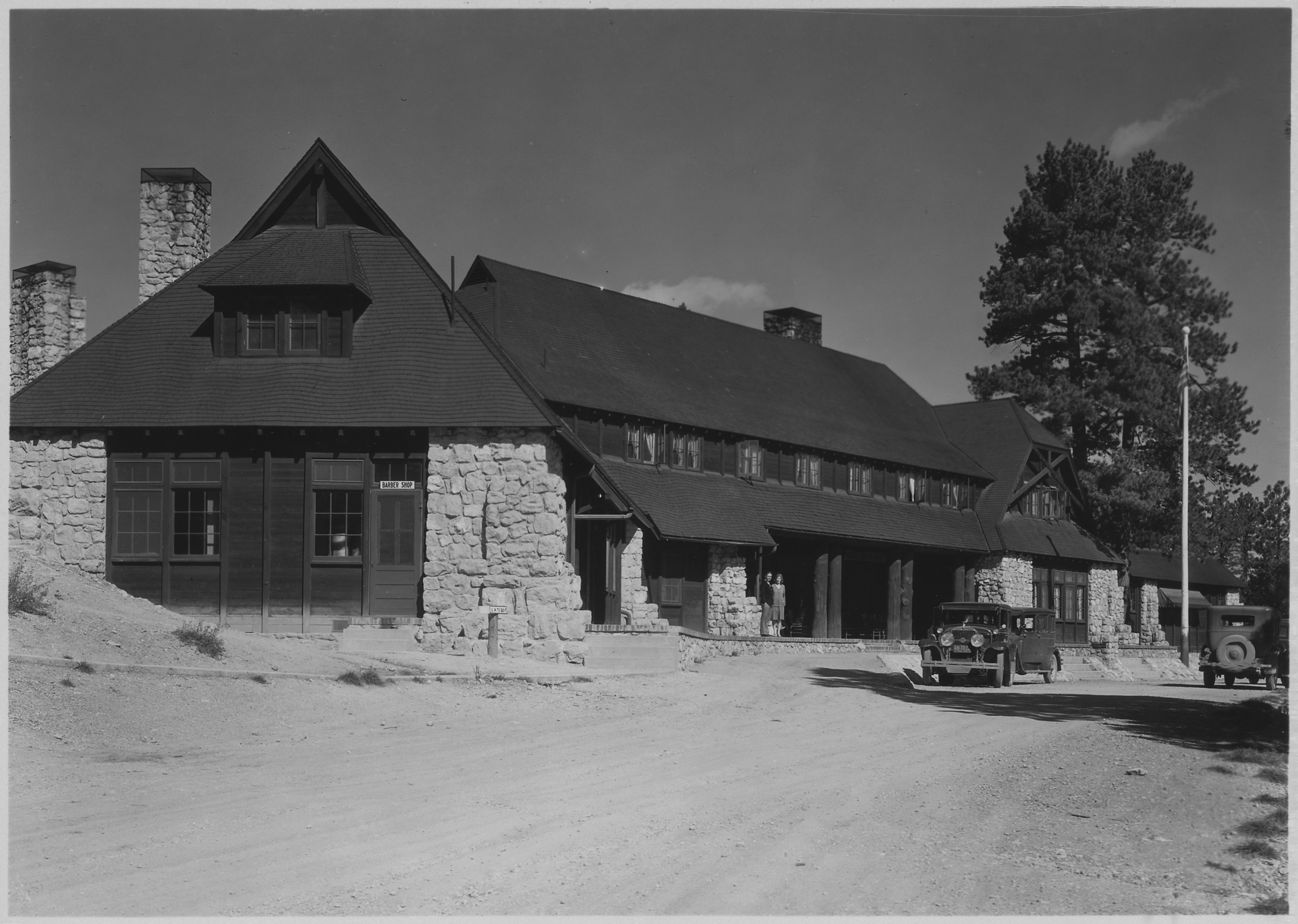
Bryce Canyon Lodge
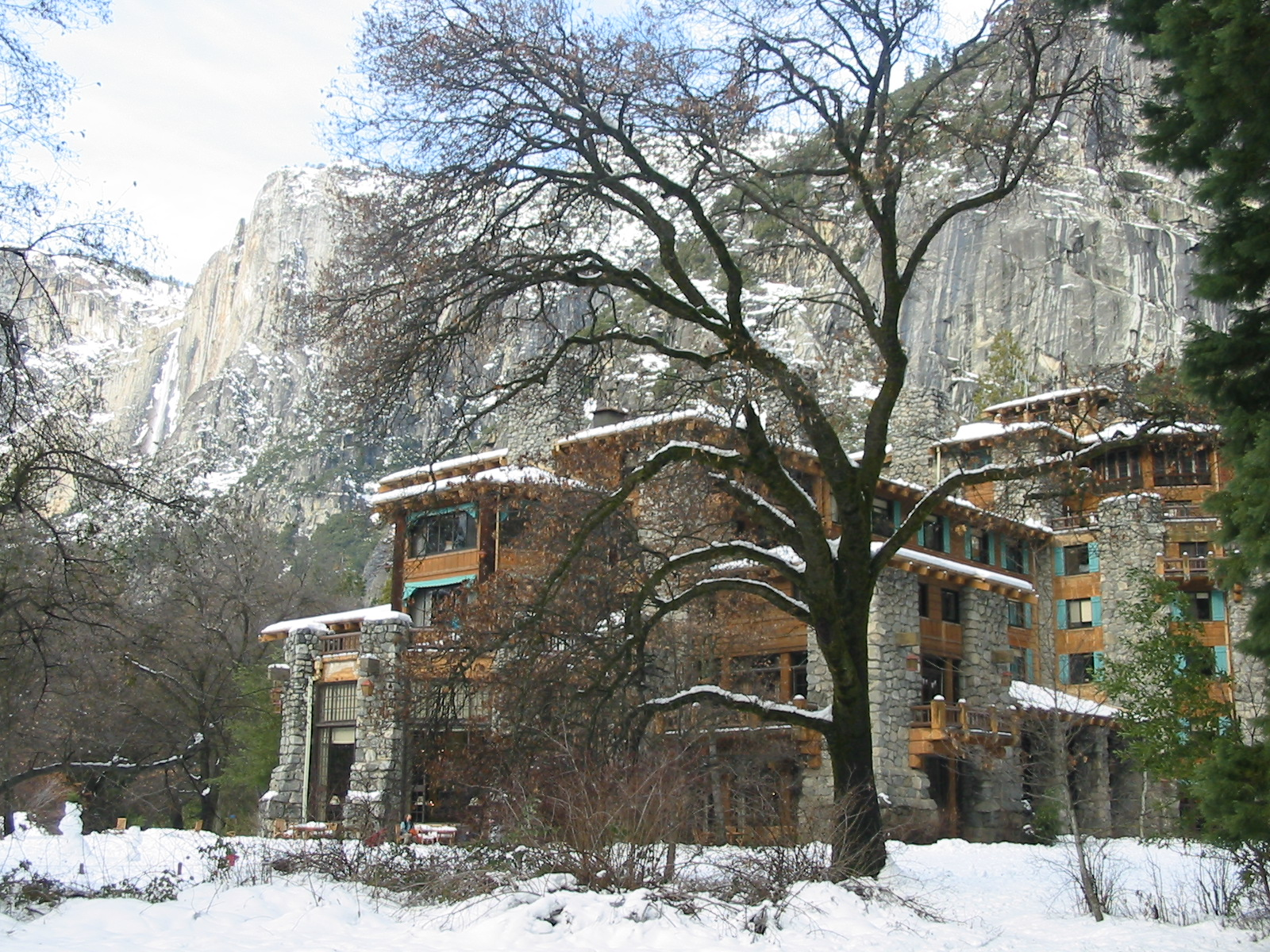
Ahwahnee Hotel